# Eurocup 2016-17
La Eurocup 2016-17, por motivos de patrocinio 7DAYS EuroCup 2016-17, la segunda competición de clubes de baloncesto de Europa gestionada por la ULEB, se disputó desde el 12 de octubre de 2016 al 5 de abril de 2017.
Esta fue la novena edición de la competición en la era moderna de la Eurocup. Incluyendo la competición previa de la Copa ULEB, fue la 15.° edición de esta competición de baloncesto.

## Formato de competición
En esta edición, el torneo cuenta con 20 equipos y cinco rondas. En la primera fase, los equipos se dividen en cuatro grupos de cinco equipos donde se enfrentan todos contra todos dos veces, una como local y otra como visitante. Los cuatro mejores equipos de esta fase avanzan.
La segunda fase, el Top 16 está integrada por los clasificados de la primera fase. Los dieciséis equipos se dividen en cuatro grupos de cuatro donde se enfrentan todos contra todos dos veces, una como local y otra como visitante. Los dos mejores de cada grupo avanzan a los play-offs.
Los play-offs empiezan en cuartos de final, donde los equipos se emparejan según los resultados de la fase previa. Las series son al mejor de tres partidos, jugando dos veces como local el equipo con mejor clasificación en la previa ronda. Los cuatro ganadores avanzan a semifinales, que con el mismo formato se disputan y los ganadores de las mismas avanzan a la final. La final se disputa al mejor de tres entre el 28 de marzo y el 5 de abril de 2017.

## Equipos
| Alba Berlín         | Buducnost VOLI Podgorica    | Cedevita Zagreb                   | Dominion Bilbao Basket |
| FC Bayern Múnich    | Hapoel Bank Yahav Jerusalem | Herbalife Gran Canaria Las Palmas | Khimki                 |
| Lietkabelis         | Lietuvos Rytas              | Lokomotiv Kuban Krasnodar         | Montakit Fuenlabrada   |
| MZT Skopje Aerodrom | Nizhny Novgorod             | ratiopharm Ulm                    | UCAM Murcia            |
| Unicaja Málaga      | Union Olimpija Ljubljana    | Valencia Basket                   | Zenit San Petersburgo  |

## Fase de grupos
En cada grupo, los equipos jugaron uno contra el otro en un formato de todos contra todos a dos rondas. Los cuatro primeros equipos calificados avanzaron al Top 16, mientras que los últimos de cada grupo fueron eliminados. Los partidos se disputaron del 12 de octubre al 14 de diciembre de 2016.

### Grupo A
| Pos. | Equipo                 | PJ | PG | PP | PF  | PC  | +/- | Clasificación     |
| ---- | ---------------------- | -- | -- | -- | --- | --- | --- | ----------------- |
| 1.   | Herbalife Gran Canaria | 8  | 7  | 1  | 758 | 630 | 128 | Avanzan al Top 16 |
| 2.   | Cedevita Zagreb        | 8  | 6  | 2  | 678 | 644 | 34  | Avanzan al Top 16 |
| 3.   | Nizhny Novgorod        | 8  | 4  | 4  | 659 | 693 | -34 | Avanzan al Top 16 |
| 4.   | Lietkabelis Panevezys  | 8  | 3  | 5  | 626 | 658 | -32 | Avanzan al Top 16 |
| 5.   | MZT Skopje Aerodrom    | 8  | 0  | 8  | 617 | 713 | -96 | Eliminado         |

Fuente: Eurocup Standings

### Grupo B
| Pos. | Equipo                | PJ | PG | PP | PF  | PC  | +/- | Clasificación     |
| ---- | --------------------- | -- | -- | -- | --- | --- | --- | ----------------- |
| 1.   | Khimki                | 8  | 6  | 2  | 728 | 636 | 92  | Avanzan al Top 16 |
| 2.   | Montakit Fuenlabrada  | 8  | 4  | 4  | 696 | 695 | 1   | Avanzan al Top 16 |
| 3.   | Alba Berlín           | 8  | 4  | 4  | 681 | 734 | -53 | Avanzan al Top 16 |
| 4.   | Lietuvos Rytas        | 8  | 3  | 5  | 683 | 674 | 9   | Avanzan al Top 16 |
| 5.   | RETAbet Bilbao Basket | 8  | 3  | 5  | 645 | 694 | -49 | Eliminado         |

Fuente: Eurocup Standings

### Grupo C
| Pos. | Equipo                | PJ | PG | PP | PF  | PC  | +/-  | Clasificación     |
| ---- | --------------------- | -- | -- | -- | --- | --- | ---- | ----------------- |
| 1.   | Zenit San Petersburgo | 8  | 6  | 2  | 692 | 655 | 37   | Avanzan al Top 16 |
| 2.   | Bayern Múnich         | 8  | 6  | 2  | 641 | 583 | 58   | Avanzan al Top 16 |
| 3.   | UCAM Murcia           | 8  | 4  | 4  | 642 | 646 | -4   | Avanzan al Top 16 |
| 4.   | Unicaja Málaga        | 8  | 4  | 4  | 623 | 607 | 16   | Avanzan al Top 16 |
| 5.   | Buducnost VOLI        | 8  | 0  | 8  | 573 | 680 | -107 | Eliminado         |

Fuente: Eurocup Standings

### Grupo D
| Pos. | Equipo                      | PJ | PG | PP | PF  | PC  | +/- | Clasificación     |
| ---- | --------------------------- | -- | -- | -- | --- | --- | --- | ----------------- |
| 1.   | Valencia Basket             | 8  | 7  | 1  | 657 | 570 | 87  | Avanzan al Top 16 |
| 2.   | Hapoel Bank Yahav Jerusalem | 8  | 5  | 3  | 639 | 640 | -1  | Avanzan al Top 16 |
| 3.   | ratiopharm Ulm              | 8  | 4  | 4  | 612 | 638 | -26 | Avanzan al Top 16 |
| 4.   | Lokomotiv Kuban Krasnodar   | 8  | 3  | 5  | 610 | 605 | 5   | Avanzan al Top 16 |
| 5.   | Union Olimpija Ljubljana    | 8  | 1  | 7  | 575 | 640 | -65 | Eliminado         |

Fuente: Eurocup Standings

## Top 16
En cada grupo, los equipos jugarán en formato de todos contra todos a dos rondas. Los dos primeros equipos calificados avanzarán a los cuartos de final, mientras que los dos últimos equipos serán eliminados. Las jornadas fueron del 4 de enero al 8 de febrero de 2017.

### Grupo E
| Pos. | Equipo                    | PJ | PG | PP | PF  | PC  | +/- | Clasificación     |
| ---- | ------------------------- | -- | -- | -- | --- | --- | --- | ----------------- |
| 1.   | Lokomotiv Kuban Krasnodar | 6  | 5  | 1  | 484 | 424 | 60  | Avanzan a cuartos |
| 2.   | Herbalife Gran Canaria    | 6  | 4  | 2  | 491 | 465 | 26  | Avanzan a cuartos |
| 3.   | Montakit Fuenlabrada      | 6  | 2  | 4  | 469 | 508 | -39 | Eliminado         |
| 4.   | UCAM Murcia               | 6  | 1  | 5  | 445 | 492 | -47 | Eliminado         |

Fuente: Eurocup Standings

### Grupo F
| Pos. | Equipo                | PJ | PG | PP | PF  | PC  | +/- | Clasificación     |
| ---- | --------------------- | -- | -- | -- | --- | --- | --- | ----------------- |
| 1.   | Bayern Múnich         | 6  | 6  | 0  | 479 | 430 | 49  | Avanzan a cuartos |
| 2.   | Khimki                | 6  | 4  | 2  | 503 | 493 | 10  | Avanzan a cuartos |
| 3.   | Lietkabelis Panevezys | 6  | 2  | 4  | 470 | 505 | -35 | Eliminado         |
| 4.   | ratiopharm Ulm        | 6  | 0  | 6  | 482 | 506 | -24 | Eliminado         |

Fuente: Eurocup Standings

### Grupo G
| Pos. | Equipo                      | PJ | PG | PP | PF  | PC  | +/-  | Clasificación     |
| ---- | --------------------------- | -- | -- | -- | --- | --- | ---- | ----------------- |
| 1.   | Hapoel Bank Yahav Jerusalem | 6  | 5  | 1  | 521 | 484 | 37   | Avanzan a cuartos |
| 2.   | Zenit San Petersburgo       | 6  | 3  | 3  | 549 | 522 | 27   | Avanzan a cuartos |
| 3.   | Lietuvos Rytas              | 6  | 3  | 3  | 514 | 472 | 42   | Eliminado         |
| 4.   | Nizhny Novgorod             | 6  | 1  | 5  | 464 | 570 | -106 | Eliminado         |

Fuente: Eurocup Standings

### Grupo H
| Pos. | Equipo          | PJ | PG | PP | PF  | PC  | +/- | Clasificación     |
| ---- | --------------- | -- | -- | -- | --- | --- | --- | ----------------- |
| 1.   | Valencia Basket | 6  | 6  | 0  | 508 | 429 | 79  | Avanzan a cuartos |
| 2.   | Unicaja Málaga  | 6  | 3  | 3  | 436 | 443 | -7  | Avanzan a cuartos |
| 3.   | Cedevita Zagreb | 6  | 2  | 4  | 452 | 480 | -28 | Eliminado         |
| 4.   | Alba Berlín     | 6  | 1  | 5  | 475 | 519 | -44 | Eliminado         |

Fuente: Eurocup Standings

## Fase final
En los playoffs, los equipos que juegan entre sí deben ganar dos juegos para ganar la serie. Por lo tanto, si un equipo gana dos juegos antes de que se hayan jugado los tres juegos, se omite el juego que queda. El equipo que terminó en el Top 16 en mejor colocación jugará el primero y el tercero (si es necesario) de los juegos de la serie en casa (L).
|  | Cuartos de final            | Cuartos de final            | Cuartos de final            | Cuartos de final            | Cuartos de final            |    |                             | Semifinales       | Semifinales       | Semifinales       | Semifinales       | Semifinales       |    |  | Final                     | Final                     | Final                     | Final                     | Final                     |  |
|  | 28 de febrero al 8 de marzo | 28 de febrero al 8 de marzo | 28 de febrero al 8 de marzo | 28 de febrero al 8 de marzo | 28 de febrero al 8 de marzo |    |                             | 14 al 22 de marzo | 14 al 22 de marzo | 14 al 22 de marzo | 14 al 22 de marzo | 14 al 22 de marzo |    |  | 28 de marzo al 5 de abril | 28 de marzo al 5 de abril | 28 de marzo al 5 de abril | 28 de marzo al 5 de abril | 28 de marzo al 5 de abril |  |
|  |                             |                             |                             |                             |                             |    |                             |                   |                   |                   |                   |                   |    |  |                           |                           |                           |                           |                           |  |
|  |                             |                             |                             |                             |                             |    |                             |                   |                   |                   |                   |                   |    |  |                           |                           |                           |                           |                           |  |
|  | L                           | Lokomotiv Kuban Krasnodar   | 75                          | 88                          | –                           |    |                             |                   |                   |                   |                   |                   |    |  |                           |                           |                           |                           |                           |  |
|  | L                           | Lokomotiv Kuban Krasnodar   | 75                          | 88                          | –                           |    |                             |                   |                   |                   |                   |                   |    |  |                           |                           |                           |                           |                           |  |
|  |                             | Zenit San Petersburgo       | 52                          | 77                          | –                           |    |                             |                   |                   |                   |                   |                   |    |  |                           |                           |                           |                           |                           |  |
|  |                             | Zenit San Petersburgo       | 52                          | 77                          | –                           | L  | Lokomotiv Kuban Krasnodar   | 57                | 63                | –                 |                   |                   |    |  |                           |                           |                           |                           |                           |  |
|  |                             |                             |                             |                             |                             | L  | Lokomotiv Kuban Krasnodar   | 57                | 63                | –                 |                   |                   |    |  |                           |                           |                           |                           |                           |  |
|  |                             |                             |                             | Unicaja Málaga              | 73                          | 74 | –                           |                   |                   |                   |                   |                   |    |  |                           |                           |                           |                           |                           |  |
|  | L                           | Bayern Múnich               | 91                          | Unicaja Málaga              | 73                          | 74 | –                           | 67                | 69                |                   |                   |                   |    |  |                           |                           |                           |                           |                           |  |
|  | L                           | Bayern Múnich               | 91                          |                             |                             |    |                             |                   |                   |                   |                   |                   |    |  |                           |                           |                           |                           |                           |  |
|  |                             | Unicaja Málaga              | 82                          | 82                          | 74                          |    |                             |                   |                   |                   |                   |                   |    |  |                           |                           |                           |                           |                           |  |
|  |                             |                             |                             |                             |                             |    |                             |                   |                   | Unicaja Málaga    | 62                | 79                | 63 |  |                           |                           |                           |                           |                           |  |
|  |                             |                             |                             |                             |                             |    |                             |                   |                   |                   |                   |                   | 63 |  |                           |                           |                           |                           |                           |  |
|  |                             |                             | L                           | Valencia Basket             | 68                          | 71 | 58                          |                   |                   |                   |                   |                   |    |  |                           |                           |                           |                           |                           |  |
|  | L                           | Hapoel Bank Yahav Jerusalem | L                           | Valencia Basket             | 68                          | 71 | 58                          | 87                | 85                | –                 |                   |                   |    |  |                           |                           |                           |                           |                           |  |
|  | L                           | Hapoel Bank Yahav Jerusalem |                             |                             |                             |    |                             |                   |                   | –                 |                   |                   |    |  |                           |                           |                           |                           |                           |  |
|  |                             | Herbalife Gran Canaria      | 67                          | 79                          | –                           |    |                             |                   |                   |                   |                   |                   |    |  |                           |                           |                           |                           |                           |  |
|  |                             | Herbalife Gran Canaria      | 67                          | 79                          | –                           |    | Hapoel Bank Yahav Jerusalem | 68                | 79                | 75                |                   |                   |    |  |                           |                           |                           |                           |                           |  |
|  |                             |                             |                             |                             |                             |    | Hapoel Bank Yahav Jerusalem | 68                | 79                | 75                |                   |                   |    |  |                           |                           |                           |                           |                           |  |
|  |                             |                             | L                           | Valencia Basket             | 83                          | 66 | 90                          |                   |                   |                   |                   |                   |    |  |                           |                           |                           |                           |                           |  |
|  | L                           | Valencia Basket             | L                           | Valencia Basket             | 83                          | 66 | 90                          | 88                | 74                | 92                |                   |                   |    |  |                           |                           |                           |                           |                           |  |
|  | L                           | Valencia Basket             |                             |                             |                             |    |                             |                   |                   | 92                |                   |                   |    |  |                           |                           |                           |                           |                           |  |
|  |                             | Khimki                      | 82                          | 98                          | 76                          |    |                             |                   |                   |                   |                   |                   |    |  |                           |                           |                           |                           |                           |  |
|  |                             |                             |                             |                             |                             |    |                             |                   |                   |                   |                   |                   |    |  |                           |                           |                           |                           |                           |  |
|  |                             |                             |                             |                             |                             |    |                             |                   |                   |                   |                   |                   |    |  |                           |                           |                           |                           |                           |  |

| Campeón de la Eurocup 2016-17 |
| ----------------------------- |
| Unicaja Málaga Primer título  |